# Combat Engineer Tractor FV 180
Der FV 180 CET (Combat Engineer Tractor) war ein Pionierpanzer der britischen Streitkräfte.
Entwickelt wurde der CET zum Bau von Straßen, Beseitigen von Hindernissen, zum Schaffen von Deckungen für Panzer und Geschütze, sowie zum Erkunden und Vorbereiten von Gewässerübergängen.
Ungewöhnlich sind die aufblasbaren Gummiwülste, mit denen das Fahrzeug schwimmfähig gemacht werden kann. Zudem befindet sich der Räumschild (eigentlich der Schild einer Laderaupe) nicht wie üblich am Bug des Gerätes, sondern am Heck. Zwei Mann Besatzung sitzen im Turm in Tandemanordnung auf drehbaren Sitzen und fungieren als Vorwärts- (normale Fahrt) und als Rückwärtsfahrer (arbeiten mit dem Schild).
Der riesige Anker aus Profilblech befindet sich auf dem Deck des Panzers und kann mittels Raketenantrieb abgeschossen werden. Gedacht war er, um nach dem Schwimmvorgang bei Flussüberquerungen das Anlanden zu erleichtern. An dem Anker wird das Zugwindenseil befestigt und so die Überwindung einer Böschung unterstützt.
Der Anker ist nicht steuerbar, dadurch lässt sich der Flug nicht beeinflussen und der Auftreffpunkt nur schätzen. Das Ganze geht für die Besatzung gewöhnlich nicht ohne Schwierigkeiten ab. Sogar der Hersteller gibt für den Flug des Ankers eine Abweichung von 45 Grad nach jeder Seite an.
Kritisiert wurden außerdem die zu hohen Beschaffungskosten und die zu geringe Kapazität bei der Erdbewegung.
Ein Versuch der bilateralen Zusammenarbeit mit dem Firmenkonsortien der gleichzeitig sich in der Entwicklung befindlichen deutschen Gepanzerten Pioniermaschine (GPM) scheiterte 1974.

## Technische Daten
| Kenngröße                          | Daten                                                     |
| ---------------------------------- | --------------------------------------------------------- |
| Länge                              | 5,30 m (mit Schwimmhüllen 7,50 m)                         |
| Breite                             | 2,90 m                                                    |
| Höhe                               | 2,67 m                                                    |
| Gewicht                            | 17,2 t                                                    |
| Geschwindigkeit Straße max         | 56 km/h                                                   |
| Geschwindigkeit beim Schwimmen max | 8 km/h                                                    |
| Motor                              | Rolls Royce C6TCR                                         |
| Motorleistung                      | 320 PS                                                    |
| Kraftstofftank                     | 430 Liter                                                 |
| Zugwindenseil                      | 100 m                                                     |
| Zugwinde                           |                                                           |
| Bewaffnung                         | 1 Maschinengewehr 7,62 mm                                 |
| Produktion                         | ab 1979                                                   |
| Einsatz                            | Zugeteilt den gepanzerten Schwadronen der Royal Engineers |

Das Modell wird seit 2010 durch den Pionierpanzer Terrier Armoured Digger und den Pionierpanzer Trojan (AVRE) ersetzt.